# Onésime contre Onésime
Onésime contre Onésime est un film muet français réalisé par Jean Durand et sorti en 1912.

## Synopsis
Onésime est confronté à son double qui est mauvais. Il sème le trouble dans les relations avec sa fiancée, lutte d'influence dans un restaurant, poursuites permanentes... L'un des deux doit disparaitre.

## Fiche technique
Source IMDb
- Réalisation : Jean Durand
- Opérateur : Paul Castanet
- Décors : Robert-Jules Garnier
- Production : Gaumont
- Pays d'origine : France
- Format : muet - noir et blanc - 1,33:1 - 35 mm
- Genre : comédie
- Editions : CCL
- Programme : 4054
- Durée : 233 mètres (ou 183) pour une version en DVD de 8 minutes
  - France : 22 novembre 1912

## Distribution
- Ernest Bourbon : Onésime[1] (dans un double rôle : le bon et le mauvais)
- Édouard Grisollet : le maître d'hôtel[1]
- Gaston Modot: Un client du restaurant[1]
- Clément Mégé : Un client du restaurant
- (?) : La belle fiancée d'Onésime
- (?) : La cuisinière
- (?) : Le maître d'hôtel